# Partido Laborista (Nigeria)
El Partido Laborista (PL) es un partido político socialdemócrata de Nigeria. El partido fue creado en 2002 y anteriormente se conocía como Partido por la Democracia Social (PDS) antes de cambiar a su nombre actual al año siguiente. Construido sobre la ideología de la socialdemocracia, el partido tiene como objetivo promover y defender los principios e ideales socialdemócratas con el fin de lograr la justicia social, el progreso y la unidad.
El 27 de mayo de 2022, la membresía y el apoyo del partido aumentaron drásticamente cuando el exgobernador del estado de Anambra, Peter Obi, se unió al partido poco después de renunciar al Partido Democrático Popular (PDP) en un intento por presentarse a las elecciones presidenciales de Nigeria de 2023.

## Historia
El partido se formó en 2002 como el Partido por la Democracia Social. Su nombre fue cambiado oficialmente a Partido Laborista después de las elecciones generales de 2003. Olusegun Mimiko, se postuló con éxito como gobernador del estado de Ondo bajo la bandera del Partido Laborista por un período de dos mandatos (2009-2017), solo para regresar al PDP en 2021.

### 2021
Después de que el difunto presidente nacional, el Hajji Abdulkadir Abdulsalam, muriera en 2020, el partido atravesó una grave crisis de liderazgo. El abogado Julius Abure, quien fue Secretario Nacional del Partido Laborista, fue elegido nuevo Presidente Nacional por el Consejo Ejecutivo Nacional (CEN) del Partido Laborista en 2021. El exvicepresidente nacional del partido, Calistus Okafor, desafió al abogado Julius Abure después de que afirmara ser el auténtico presidente nacional del partido en virtud de su cargo.

### 2022
El exgobernador del estado de Anambra, Peter Obi, se unió al partido después de dejar el Partido Democrático Popular debido a problemas que tenía en el partido que estaban en desacuerdo con su personalidad y principios. Emergió como el candidato presidencial del partido en 2023 después de que Pat Utomi, Faduri Joseph y Olubusola Emmanuel-Tella renunciaran a la contienda, convirtiéndolo en el único aspirante a las primarias presidenciales. Gbadebo Rhodes-Vivour surgió como el candidato a gobernador del partido en el estado de Lagos.

## Historia electoral

### Elección presidencial
| Año  | Candidato                | Compañero de fórmula | Votos | %      | Resultado |
| ---- | ------------------------ | -------------------- | ----- | ------ | --------- |
| 2019 | Alh. Muhammed Usman Zaki | Chief Ezekiel Akpan  | 5,074 | 0.019% | No Electo |

### Elecciones para gobernador
| Año  | Estado         | Candidato       | Votos   | Resultado |
| ---- | -------------- | --------------- | ------- | --------- |
| 2007 | Estado de Ondo | Olusegun Mimiko | 226,051 | No Electo |
| 2012 | Estado de Ondo | Olusegun Mimiko | 260,199 | Electo    |

### Elecciones legislativas
| Elección | Cámara de Representantes | Cámara de Representantes | Cámara de Senadores | Cámara de Senadores |
| Elección | Curules                  | +/–                      | Curules             | +/–                 |
| -------- | ------------------------ | ------------------------ | ------------------- | ------------------- |
| 2019     | 0/360                    | 0                        | 0/109               | 0                   |